# Solon Spanoudis
Solon Spanoudis (Esmirna, 24 de abril de 1922 — 2 de agosto de 1981) foi um psiquiatra turco de ascendência grega naturalizado brasileiro, pioneiro no estudo e divulgação da Daseinsanalyse.

## Biografia
Nascido na Turquia, em julho de 1922, ano de seu nascimento, ocorreu um grande genocídio dos habitantes de origem grega ou armênia residentes em Esmirna. A família Spanoudis, de ascendência grega, abandonou todos os seus bens e fugiu para Atenas.
Seu irmão Theon Spanoudis foi sempre foi uma figura de grande influência em sua vida, ele estudou Medicina em Viena e tornou-se psiquiatra.
Na década de 1940 Solon ingressou na faculdade de Química em Viena, transferindo-se mais tarde para a faculdade de Medicina.
Em 1949 Theon é convidado por psicanalistas brasileiros a vir para o Brasil trabalhar como analista didata, tendo em vista a formação da Sociedade Brasileira de Psicanálise. 
Theon logo trouxe para o país seu irmão Solon, que inicialmente residiu em Niterói, onde em 1954 revalidou seu diploma de Medicina.
Mais tarde Solon estabeleceu-se em São Paulo, onde aproveitando seus conhecimentos de Química abriu um laboratório de análises clínicas. Casou com Barbara Schubert em 1961.
Nos anos seguintes especializou-se em psiquiatria e dedicou-se a estudar o existencialismo e a análise existencial, interessando-se especialmente pelas obras do filósofo Martin Heidegger.
Em 1970 obteve da Associação Médica Brasileira e da Associação Brasileira de Psiquiatria o título de psiquiatra, dedicando-se integralmente a esta atividade desde então.
Durante seus estudos Solon descobriu as obras do psiquiatra suíço Medard Boss.
Em 1971 escreveu para Boss, que se dispôs a participar em 1973 do primeiro de uma série de encontros no Brasil.
Apoiado por seu irmão Theon e pelo psiquiatra Luiz Weinmann, junto com os psicólogos e psicoterapeutas Casimiro Angielczyk, David Cytrynowicz e João Augusto Pompéia, Solon fundou em 1974 a “Associação Brasileira de Análise e Terapia Existencial – Daseinsanalyse”, atual “Associação Brasileira de Daseinsanalyse” (ABD). Diversos textos de sua autoria estão publicados na revista Daseinsanalyse publicada pela ABD.
Em 1980 a Pontifícia Universidade Católica de São Paulo conferiu a Solon o título de “Notável Saber”, habilitando-o a orientar os trabalhos de pós-graduação nas áreas de Psicologia e Educação da PUC-SP.